# Яковлево (Белгородская область)
Я́ковлево — посёлок городского типа в Яковлевском районе (городском округе) Белгородской области России.

## География
Расположен на автомагистрали Москва — Симферополь, в 15 км к западу от железнодорожной станции Сажное (на линии Курск — Белгород), в 30 км к северу от Белгорода.

## История
В 1646 году строится город-крепость Карпов, который располагался на высоком правом берегу р. Ворсклы, в системе оборонительной Белгородской черты Русского царства. Служивые люди несли сторожевую службу, занималось сельским хозяйством и различными видами ремёсел. О Яковлево первое упоминание в документах относится к 1652 году, также в период формирования Белгородской оборонительной черты. Название Яковлево возникло по фамилии богатого поселенца, однодворца. До 25 октября (ст.ст.) 1917 года с. Яковлево делилось на два села: Яковлево, где селились люди вольные, имеющие свой надел земли, и деревня Погореловка, которая относилась к Краснянской волости Обоянского уезда Курской губернии и была крепостной деревней помещиков графини Савельевой и помещика Юдича. Деревня же Яковлево относилась к Терновской волости Белгородского уезда Курской губернии.
В 1928 году село вошло в состав Томаровского района Белгородского округа Центрально-Чернозёмной области.
23 июля 1930 года окружная система в СССР была упразднена и Томаровский район перешёл в прямое подчинение администрации Центрально-Чернозёмной области.
13 июня 1934 года с.Яковлево Томаровского района вошло в состав Курской области.
В годы Великой Отечественной войны в районе населённого пункта шли кровопролитные бои.
В 1945 году в числе 24 сельсоветов района был и Яковлевский.
6 января 1954 года с.Яковлево Томаровского района вошло в состав Белгородской области.
Статус посёлка городского типа с 1959 года.
В 1965 году пгт Яковлево вошло в состав Яковлевского района Белгородской области, районный центр г.Строитель.
С 2004 до 2018 гг. в составе ныне упразднённого бывшего Яковлевского муниципального района образовывал одноимённое муниципальное образование посёлок Яковлево со статусом городского поселения как единственный населённый пункт в его составе.

## Население
| 1959  | 1970  | 1979  | 1989  | 2002  | 2009  | 2010  | 2012  | 2013  |
| ----- | ----- | ----- | ----- | ----- | ----- | ----- | ----- | ----- |
| 4075  | ↘3834 | ↘3066 | ↘2544 | ↗2594 | ↗2888 | ↗2905 | ↗2930 | ↗2957 |
| 2014  | 2015  | 2016  | 2017  | 2018  | 2019  | 2020  | 2021  |       |
| ↘2911 | ↘2876 | ↘2838 | ↘2796 | ↘2743 | ↘2701 | ↘2656 | ↗2675 |       |

## Экономика
Железорудный рудник (Яковлевское месторождение). От станции Беленихино проложена железнодорожная ветка, используемая для грузового сообщения.

## Достопримечательности
Мемориал боевой славы в честь героев Курской битвы.

## Известные люди
В посёлке родилась Кожух, Нина Фёдоровна (1945—2018) — советская и украинская тренер по плаванию.